# Price Belt Auto Company
Price Belt Auto Company war ein US-amerikanischer Hersteller von Automobilen.

## Unternehmensgeschichte
W. C. Price testete sein erstes Auto am 5. Mai 1907. Im September 1907 gründete er das Unternehmen in Chicago in Illinois. Er begann mit der Produktion von Automobilen. Der Markenname lautete Price. 1908 endete die Produktion.

## Fahrzeuge
Der Prototyp hatte einen Lenkhebel, die Serienfahrzeuge dagegen ein Lenkrad.
Der Zweizylindermotor mit 12 PS Leistung kam von der Beaver Manufacturing Company. Er trieb über einen Riemen, ein Planetengetriebe und letztlich über eine Kette die Hinterachse an. Das Fahrgestell hatte 254 cm Radstand. Zur Wahl standen Runabout und Surrey. Der Neupreis lag um 700 US-Dollar.